# Alexandru Săvulescu (arhitect)
Alexandru Săvulescu (n. 1847, Cerneți, județul Mehedinți – d.1904) a fost un arhitect român, unii dintre primii reprezentanți de seamă ai școlii românești de arhitectură modernă.

## Biografie
Alexandru Săvulescu s-a născut (după registrul matricol și dosarul elevului) la 5 august 1847. A studiat la București și la Paris, de unde s-a întors în țară în 1874. A fost pentru o perioadă arhitect al Ministerului Instrucțiunii Publice și Cultelor. În această calitate a proiectat clădirile mai multor școli de gimnaziu și licee.
Între anii 1895-1902 a fost președintele Societății Arhitecților Români, înființată în 1891.
A fost unul dintre întemeietorii Școlii de Arhitectură din București.
Cea mai cunoscută lucrare a sa este Palatul Poștelor și Telegrafului din București, construit între 1894-1900. Începând din anul 1972, clădirea este sediul Muzeului Național de Istorie a României, iar din 2004 și al Muzeului Național Filatelic.
Între monumente arhitectonice ale orașului Brăila, proiectate de Alexandru Săvulescu, se numără și Gimnaziul "Nicolae Bălcescu",  construit în perioada 1885-1886 în stil neoclasic pe B-dul Alexandru Ioan Cuza nr. 182. În prezent, adăpostește "Colegiul Nicolae Bălcescu". Totodata, în anul 1881 a realizat Palatul Noblesse iar in anul 1982, a construit și Casa II acum situata pe Strada Biserica Amzei 22 in stil Art Nouveau unde a și locuit păna în anul 1894. 
Clădirea Colegiului Național „Traian” din Drobeta-Turnu Severin, a fost construită între anii 1890-1892, după planurile lui Alexandru Săvulescu. Pe frontispiciul clădirii se află busturile lui Vasile Alecsandri, Ion Heliade Rădulescu și Publius Ovidius Naso.
În Câmpulung se află bustul lui Dimitrie Giurescu, erou al Războiului de Independență din 1877, comandantul batalionului Dorobanți Muscel, mort la 7 noiembrie 1877. Este creația sculptorului Dimitrie Demetrescu Mirea și a arhitectului Alexandru Săvulescu  și a fost ridicat in anul 1897, la initiațiva colonelului Scarlat Geanolu, în curtea fostei cazărmi a batalionului 2 "Muscel" din regimentul 4 dorobanți. Bustul este montat pe un soclu înalt și masiv, pe care sunt fixate două plăci din marmură neagră.
În anul 1897, la Alexandria s-a inaugurar școala din strada Libertății, nr. 310, construită de Primăria orașului, după planurile arhitectului Alexandru Săvulescu, de către antreprenorul M. Frangulea, pe un teren din piața „ Ștefan cel Mare “, de unde și denumirea școlii de Școala primară de băieți ,,ȘTEFAN CEL MARE“.
În perioada 1896-1904, la Buzău s-a ridicat clădirea Palatului Comunal, după planurile arhitectului Alexandru Săvulescu, clădire în care, în prezent, se află sediul primăriei municipiului Buzău. Declarat monument de arhitectură, Palatul Comunal este realizat în stilul Renașterii italiene, în arhitectura clădirii regăsindu-se turnuri și logii, ca elemente definitorii ale curentului.

## Galerie

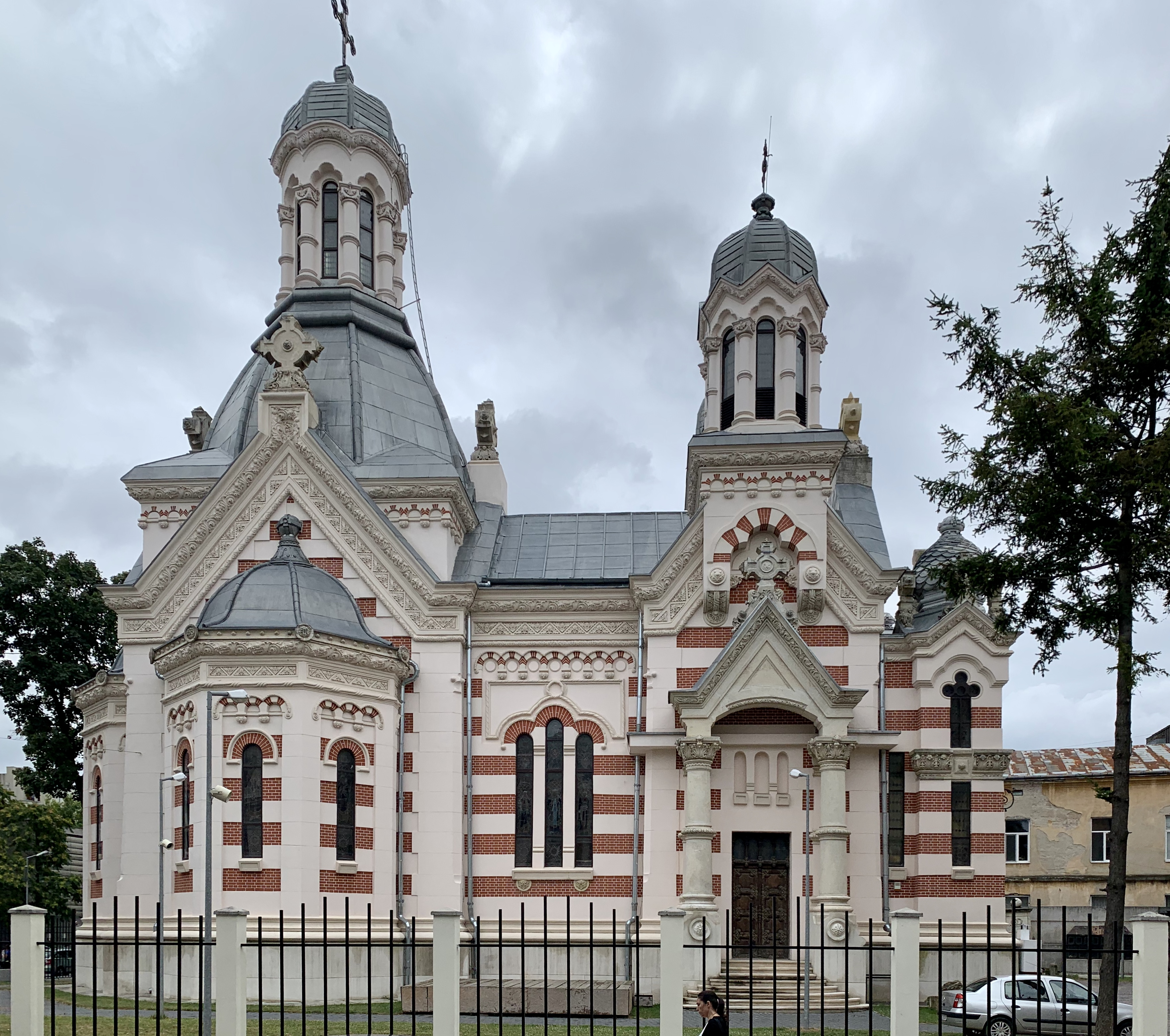
Palatul Noblesse construit 1881Sursa: www.palatulnoblesse.ro
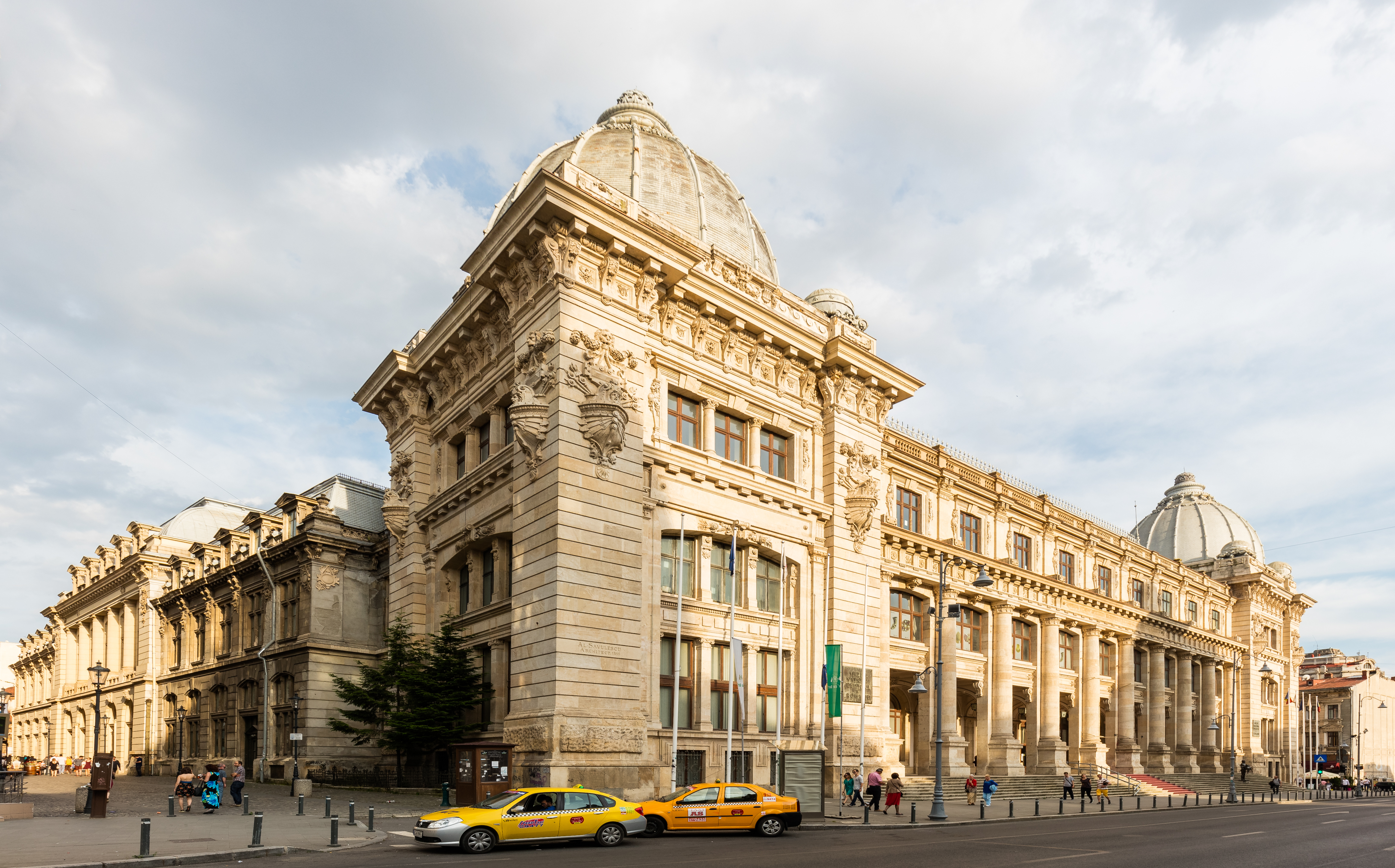
Muzeul Național de Istorie a României (fostul Palat al Poștelor) de pe Calea Victoriei (București), 1894-1900
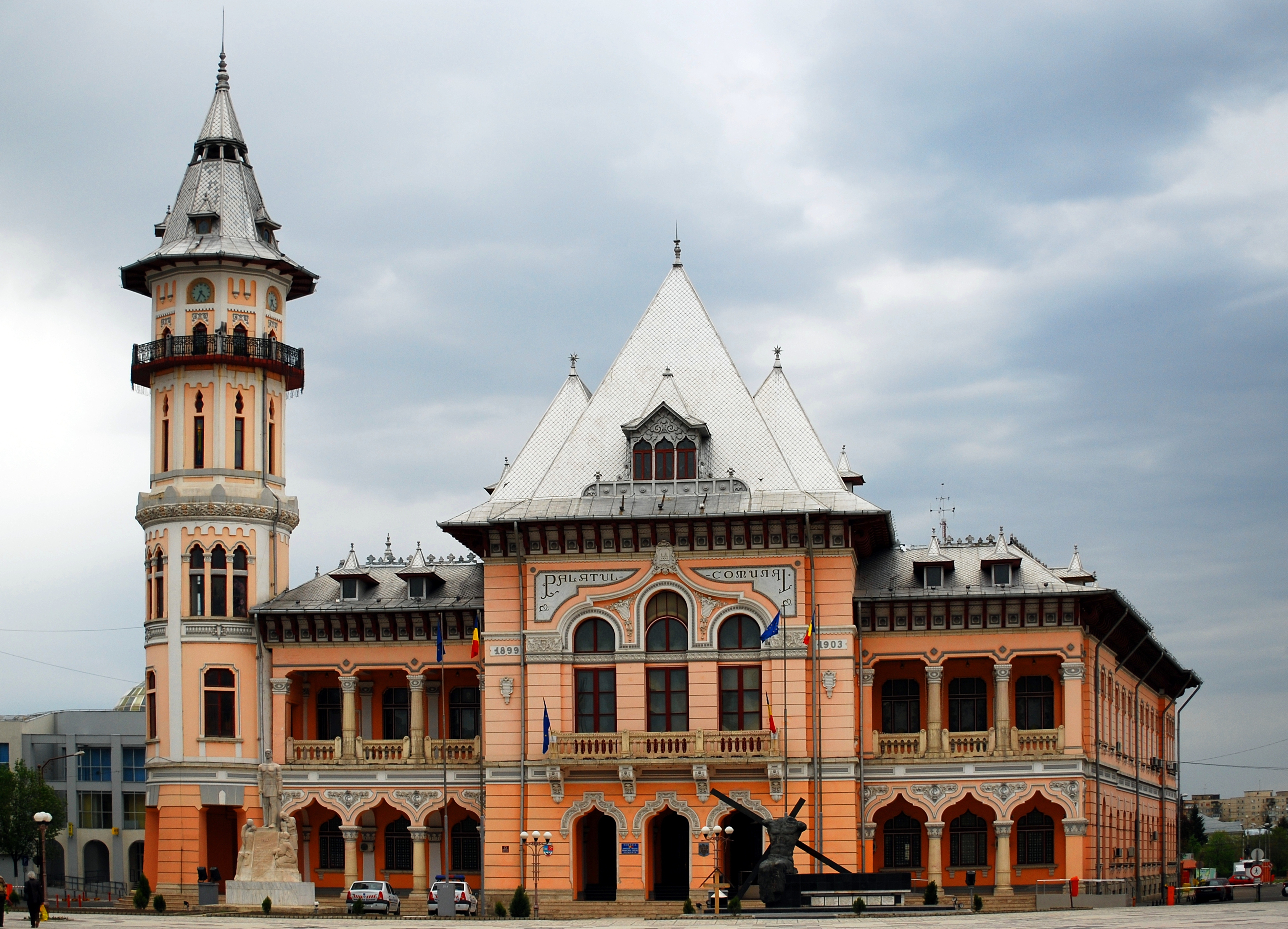
Palatul Comunal din Buzău (România), 1899-1903